# Bouquet garni

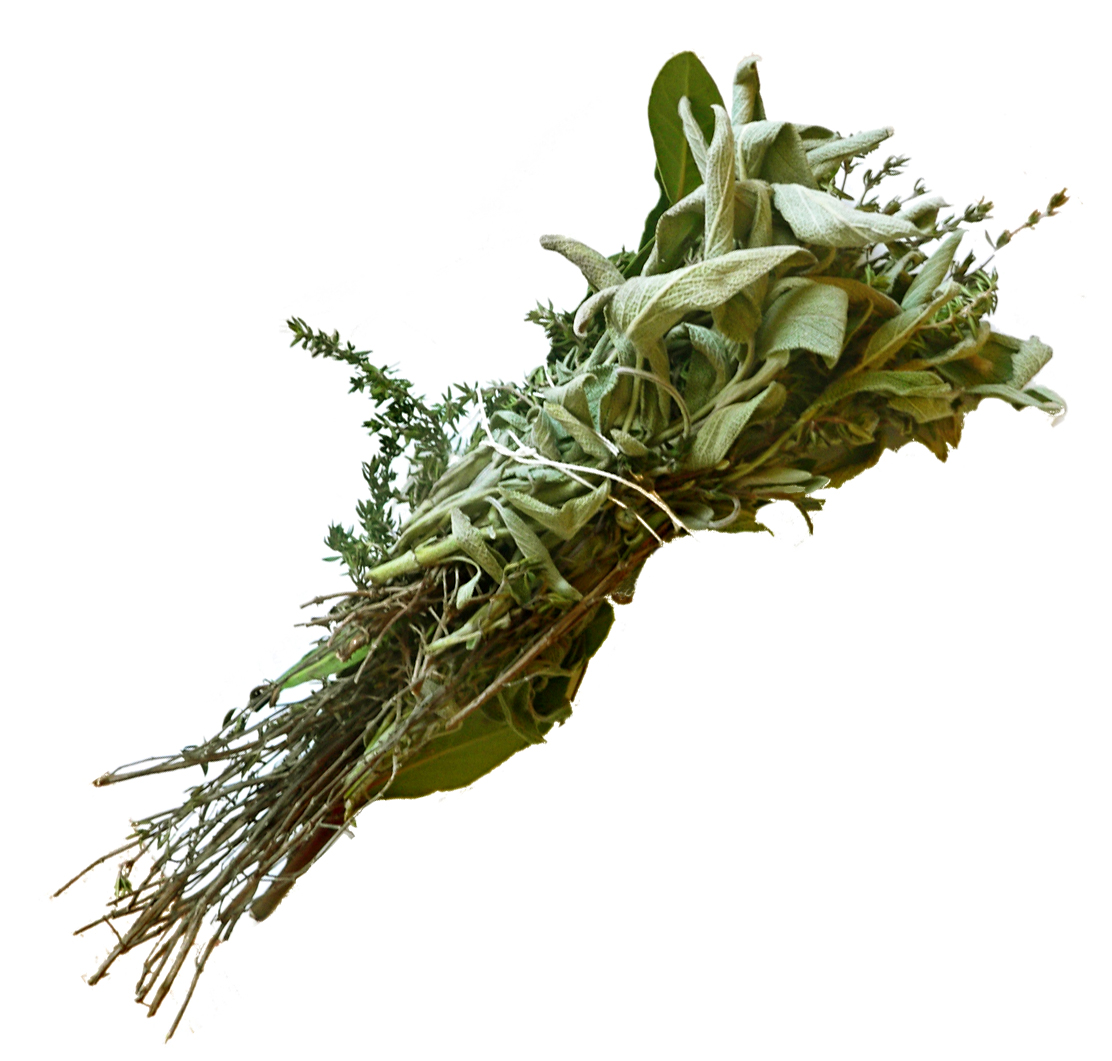
Bouquet garni

Bouquet garni – używana przez francuskich kucharzy nazwa bukietu przypraw, składającego się tradycyjnie z 3 ziół: 8 części natki pietruszki, 1 części liścia laurowego i 1 części tymianku. Można w nim także znaleźć, zależnie od przepisu, bazylię, rozmaryn, trybulę, czarny pieprz, cząber czy rzadko używane w Polsce krwiściąg i bylicę. Czasami dodaje się warzywa – korzeń pietruszki, pora, cebulę, seler. Zwykle zioła związane są za pomocą nici lub sznurka, by łatwiej było je usunąć po gotowaniu. Niektórzy kucharze używają zamiast wiązania woreczka lub siatki.
Bouquet garni dodaje smaku wielu potrawom; najczęściej jest dodawany do zup i gulaszów.